# Хайдаров, Бахром Сотиболдиевич
Бахромжон Сотиболдиевич Хайдаров (узб. Bahromjon Sotiboldievich Haydarov; 4 марта 1978, Фергана) — узбекистанский футболист, крайний полузащитник и нападающий, тренер. Выступал за сборную Узбекистана.

## Биография
Дебютировал в высшей лиге Узбекистана в 1998 году в составе клуба «Темирйулчи» (Коканд). В 2000 году перешёл в «Насаф» (Карши), где за следующие четыре сезона сыграл более ста матчей. С «Насафом» дважды становился бронзовым призёром чемпионата страны — в 2000 и 2001 годах, а также участвовал в азиатских кубковых турнирах, в сезоне 2001/02 стал полуфиналистом азиатского кубка чемпионов. В 2004 году перешёл в «Нефтчи» (Фергана) и в том же сезоне стал серебряным призёром чемпионата, но за два сезона сыграл лишь 22 матча. Затем сменил несколько клубов из середины таблицы чемпионата, при этом на один сезон возвращался в «Насаф». Прекратил выступления в высшем дивизионе в 33-летнем возрасте.
Всего в высшем дивизионе Узбекистана сыграл 251 матч и забил 40 голов.
18 мая 2000 года дебютировал в сборной Узбекистана в товарищеском матче против Таиланда. 17 февраля 2001 года забил первый гол за сборную в ворота Беларуси. Всего в 2000—2003 годах провёл 5 матчей (все — товарищеские) и забил один гол.
Участник Азиатских игр 2002 года в составе олимпийской сборной страны, на турнире забил один гол в ворота Палестины (2:0), а его команда не смогла выйти из группы.
С 2013 года входил в тренерский штаб ферганского «Нефтчи», с 2016 года возглавлял дублирующий состав клуба. С мая 2018 до апреля 2019 года работал главным тренером «Нефтчи». В марте-июне 2020 года и с июля 2021 года до конца сезона дважды возглавлял «Сурхан» (Термез).

## Достижения
- Серебряный призёр чемпионата Узбекистана: 2004
- Бронзовый призёр чемпионата Узбекистана: 2000, 2001
- Финалист Кубка Узбекистана: 2003